# George Henry Felt
George Henry Felt (* 21. September 1831 in den USA; † nach 1895) war ein US-amerikanischer Ingenieur, Erfinder, Ägyptologe, Freimaurer und Theosoph.

## Leben und Wirken
Während des Sezessionskrieges erfand Felt eine Signalrakete zur Nachrichtenübermittlung bei militärischen Operationen, darauf erhielt er am 25. August 1863 ein Patent. Eine weitere Erfindung betraf eine Sprengkapsel (Blasting Plug), die er am 27. Februar 1866 patentieren ließ. Neben seiner Tätigkeit als Ingenieur beschäftigte er sich mit der Ägyptologie, vor allem mit dem „Geheimwissen“ der Ägypter. Er war Mitglied einer Freimaurerloge. 1877 soll Felt in England eine Society for occult research (Gesellschaft zur Erforschung des Okkultismus) gegründet haben, deren Präsident er auch gewesen sein soll, Belege dafür fehlen jedoch.
Felt war Mitbegründer und Mitglied der Theosophischen Gesellschaft (TG). Am 7. September 1875 hielt er in der Wohnung von Helena Petrovna Blavatsky in New York ein Referat über The Lost Canon of Proportion of the Egyptians (= Das verlorene Proportionensystem der alten Ägypter („Proportion“ ist hier im Sinne von „idealem Größenverhältnis“ gemeint, z. B. Goldener Schnitt)). Das entscheidende an diesem Vortrag war, dass Felt nicht nur über den Symbolgehalt der geometrischen Figuren der alten Ägypter referierte. Vielmehr nahm er dabei für sich in Anspruch, entdeckt zu haben, wie die ägyptischen Priester mittels Evokation Kontakt zu den Elementarwesen von Erde, Wasser, Feuer und Luft herstellen konnten, um dieselben für sich dienstbar zu machen, bei einer solchen Beschwörung würden auch verschiedene schemenhafte Figuren sichtbar werden – soweit Felt. Die darauffolgende Diskussion drehte sich dann natürlich gerade um das Thema der okkulten Kräfte der frühgeschichtlichen Magier. Dabei verstieg sich Felt zu der Behauptung, er hätte diese magischen Kräfte selbst erprobt und könne dadurch mit Gnomen, Sylphen, Undinen, Elfen usw. in Verbindung treten. Der nächste Schritt war dann sein Versprechen, dies zu einem späteren Zeitpunkt öffentlich zu demonstrieren. Diese Gespräche beflügelten die Phantasie der Anwesenden und brachten Henry Steel Olcott auf den Gedanken, eine Gesellschaft zur Untersuchung derartiger Dinge ins Leben zu rufen. Somit war Felts Vortrag der Impulsgeber für die Gründung der TG und hatte auch zu deren damaliger Zielsetzung, der wissenschaftlichen Erforschung des Okkultismus, angestiftet.
Am 8. September 1875 war Felt Mitunterzeichner der Gründungsurkunde für die TG und bei einer Versammlung am 30. Oktober, wählte man ihn zum Vizepräsidenten der Gesellschaft. Trotz mehrmaliger Ermahnung Olcotts, des Präsidenten der TG, sein Versprechen einer öffentlichen Demonstration der magischen Kräfte einzulösen, schob Felt seine Vorführung immer wieder hinaus. Schließlich nahm er auch an den Treffen der TG nicht mehr teil, spätestens ab 1876 war es offensichtlich, dass er nicht in der Lage war, den geforderten Beweis zu erbringen. Dies war für zahlreiche TG-Mitglieder Anlass, die Gesellschaft zu verlassen und bedeutete einen empfindlichen Rückschlag für die gerade erst ins Leben gerufene Organisation. Später wurde Felt aus seiner Position als Vizepräsident der TG abgewählt, es ist unklar, ob dies auch seinen Ausschluss als Mitglied bedeutete.

## Werke
- Proceedings of a court of inquiry, convened by special order no. 85, Headquarters Department of Washington, at the request of First Lieut. George H. Felt, Fifty-fifth N.Y.S.M. and acting signal officer, U.S.A. W. Felt, New York 1863.
- The Kaballah of the Egyptians and the Greek Canon of Proportion. J.W. Bouton, New York 1875.[1]